# Lluís IV de Hessen-Darmstadt
Lluís IV de Hessen-Darmstadt (Darmstadt 1837 - 1892). Gran duc de Hessen-Darmstadt (1877 - 1892). Nebot del gran duc Lluís III de Hessen-Darmstadt, espòs de la princesa Alícia del Regne Unit, descendents seus són lord Lluís Mountbatten o el príncep Felip de Grècia.
Nascut a Darmstadt el 12 de setembre de 1837, fill del príncep hereu Carles de Hessen-Darmstadt i de la princesa Elisabet de Prússia, filla del príncep Guillem de Prússia i de la landgravina Frederica de Hessen-Homburg, per part de pare era neta del rei Frederic Guillem II de Prússia.
El príncep era, a més a més, nebot de la princesa Maria de Hessen-Darmstadt i del príncep Alexandre de Hessen-Darmstadt del qual descendeixen els prínceps de Battenberg i la família Mounbatten.
L'1 de juliol de 1862 es casà amb la princesa Alícia del Regne Unit i tingueren set fills:
- SAR la princesa Victòria de Hessen-Darmstadt nascuda a Darmstadt el 1863 i morta a Londres el 1950. Es casà amb el príncep Lluís de Battenberg.

- SAR la princesa Elisabet de Hessen-Darmstadt, nascuda a Darmstadt el 1864 i assassinada a prop de Iekaterinburg pels bolxevis l'any 1918. Es casà amb el gran duc Sergi de Rússia.

- SAR la princesa Irene de Hessen-Darmstadt, nascuda a Darmstadt el 1866 i morta a Hemmelmark a Slesvig-Holstein el 1953. Es casà amb el príncep Enric de Prússia.

- SAGD el gran duc Ernest Lluís IV de Hessen-Darmstadt, nascut a Darmstadt el 1868 i mort el 1937. Es casà en primeres núpcies amb la princesa Victòria Melita del Regne Unit de la qual es divorcià l'any 1901, i es casà el 1905 en segones núpcies amb la princesa Elionor de Solms-Hohensolms-Lich.

- SAR el príncep Frederic de Hessen-Darmstadt nascut el 1870 i mort el 1873 a Darmstadt a causa de l'hemofilia.

- SAR la princesa Alexandra de Hessen-Darmstadt nascuda a Darmstadt el 1872 i assassinada a Iekaterinburg pels bolxevics el 1918. Es casà amb el tsar Nicolau II de Rússia.

- SAR la princesa Maria de Hessen-Darmstadt nascuda el 1874 i morta el 1878 aDarmstadt.

Durant la guerra austroprussiana el gran ducat de Hessen-Darmstadt donà suport a l'emperador Francesc Josep I d'Àustria en contra de Prússia, la guerra fou perduda i Hessen ocupada. Malgrat això mantingueren la seva sobirania a canvi de la col·laboració durant la guerra francoprussiana de 1870.
Després de la mort de la seva esposa es tornà a casar de forma morganàtica amb la senyora Alexandrina Hutten-Czapska, dona del delegat de negocis de l'ambaixada russa a Darmstadt. El matrimoni fou anul·lat un any després a causa del malestar de la família gran ducal. A la senyora Alexandrina se li donà el títol de comtessa de Romrod.